# Château de Blackness
Le château de Blackness est une forteresse édifiée au XVe siècle en Écosse, dans le West Lothian, sur la rive sud du Firth of Forth. Il se situe sur une presqu'île à proximité du pont du Forth, non loin d'Édimbourg. Après avoir servi de place forte, de prison et de garnison, le château est aujourd'hui géré par l'association Historic Scotland. Plusieurs films y ont été tournés.

## Histoire

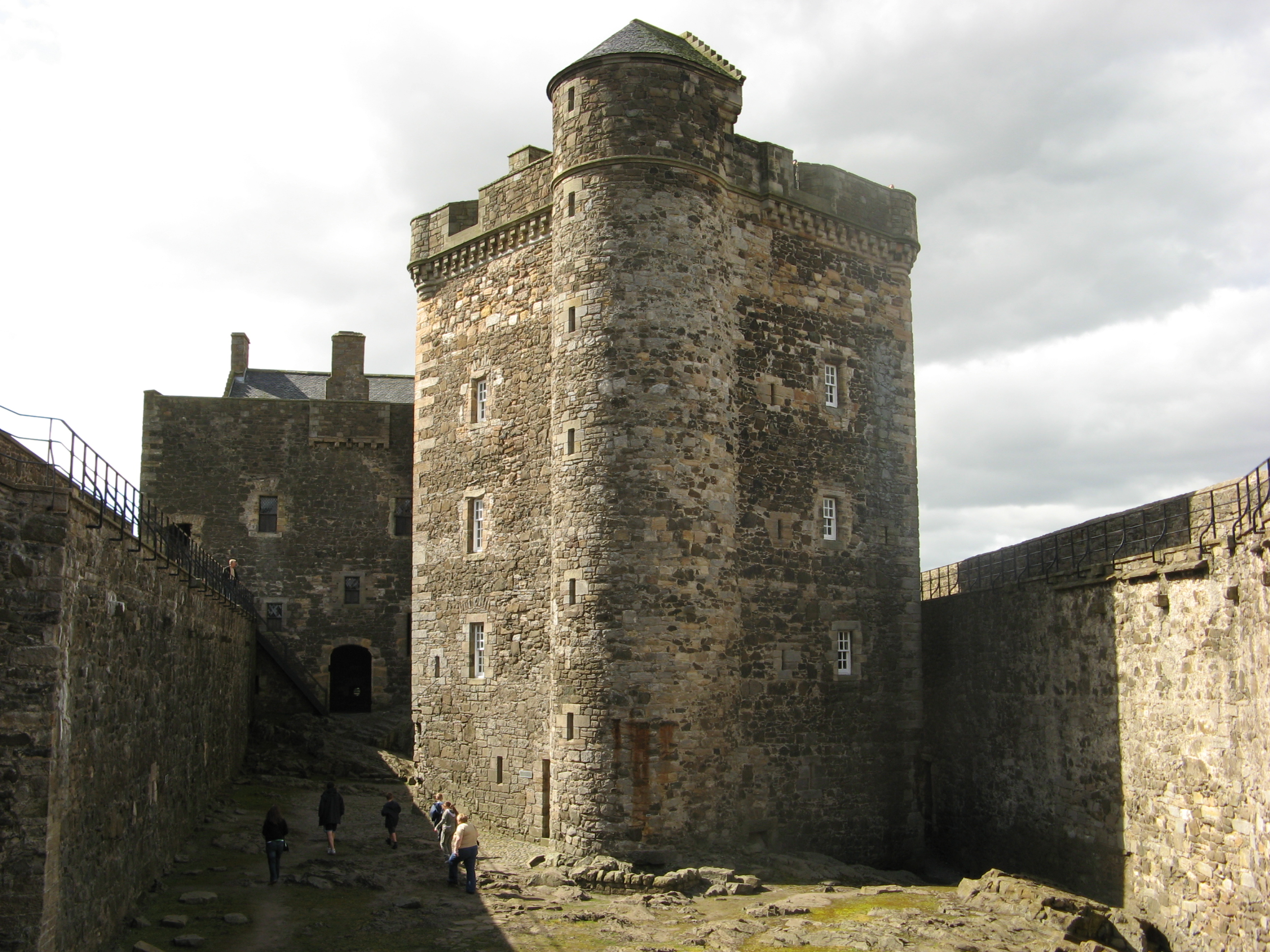
La cour intérieure et le donjon

Construit en 1440 par sir George Crichton (en), le château de Blackness fut annexé à la Couronne d'Écosse par le roi Jacques II en 1453. L'une de ses principales fonctions était d'assurer la protection de la ville voisine de Linlithgow, où se trouve le palais royal du même nom. Il tenait également lieu de prison. Le cardinal David Beaton, entre autres, y fut incarcéré.
Les défenses supplémentaires que lui adjoignit sir James Hamilton of Finnart au siècle suivant ne suffirent pas à en faire une place forte inexpugnable : au terme d'un siège qui le détruisit en partie, les troupes d'Oliver Cromwell s'en emparèrent en 1650. 
En 1667, restauré, le château retrouva son rôle de prison. On y enferma notamment des covenantaires. Parallèlement, il accueillit une garnison. Au XVIIIe siècle, Blackness était l'une des quatre grandes forteresses écossaises nanties d'une garnison, avec le château d'Édimbourg, le château de Stirling et le château de Dumbarton.
Dans les années 1870, on lui ajouta des baraquements et des quartiers réservés aux officiers, et l'édifice abrita un dépôt de munitions jusqu'à la veille de la Première Guerre mondiale, conflit au cours duquel l'armée britannique continua de l'utiliser.
Géré par Historic Scotland, l'agence écossaise des monuments historiques, il est désormais ouvert au public.

## Filmographie

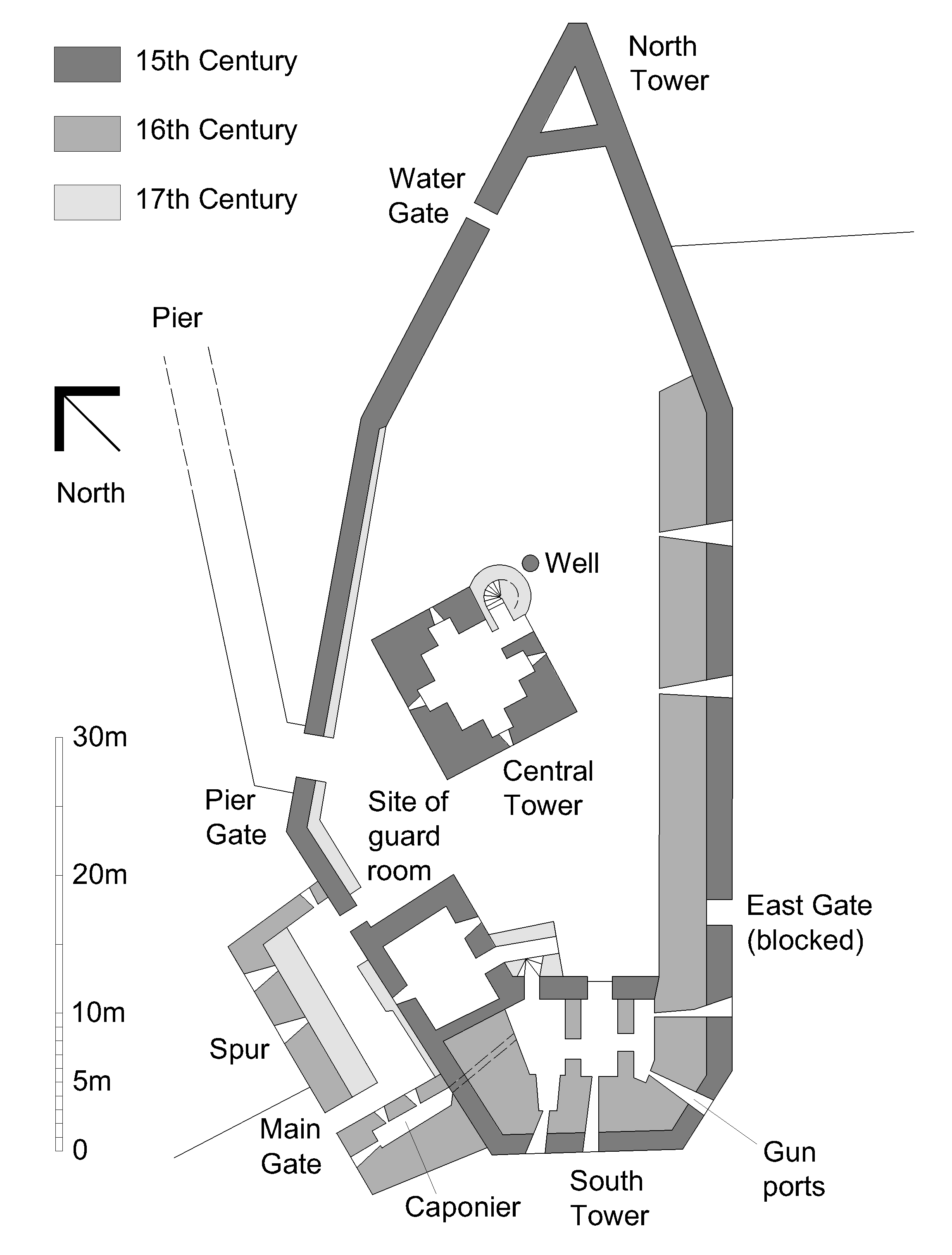
Plan de la forteresse

Le château de Blackness a servi de décor à plusieurs films :
- 1990 : Hamlet, de Franco Zeffirelli, avec Mel Gibson, Glenn Close et Alan Bates
- 1996 : The Bruce, de Bob Carruthers, avec Brian Blessed et Oliver Reed
- 2008 : Doomsday, de Neil Marshall, avec Bob Hoskins et Rhona Mitra
- 2014 : Outlander, série télévisée
- 2018 : Outlaw King, de David Mackenzie